# Полицейский двухтысячного года
«Полицейский двухтысячного года» (англ. TC 2000) — американский фантастический кинофильм-боевик студии Film One Productions.
Слоган фильма — «Only one man can save us from oblivion».

## Сюжет
Действие происходит в недалёком будущем, когда из-за загрязнения окружающей среды многие погибли из-за болезней. Богатые люди перешли жить под землю, на поверхности остался хаос, и оставшиеся объединялись в группировки, существовавшие за счёт ограбления нижнего мира. Правительство нижнего мира образовало так называемую трекер-службу (англ. Track Control), сокращённо ТС. В обязанности трекер-службы входило отслеживание несанкционированного доступа на территорию подземного мира и ликвидация нарушителей. Джейсон Сторн (Билли Блэнкс) — опытный трекер, он и его напарница, бывшая программистка Зои Кинзелла (Бобби Филлипс), работают в двадцать второй паре ТС. Во время очередного объезда наземного периметра подземного мира трекеры замечают неисправность камеры наблюдения, о чём позже сообщат Контролёру, начальнику ТС. После возвращения вниз Джейсон и Зои встречают двадцать девятую пару трекеров, которая выходит далее на ночное дежурство. Несмотря на надежду трекеров на тихую ночь, после выхода на точку дежурства на трекеров нападает группа лиц, намеренных проникнуть под землю. Двоим трекерам не удаётся справиться с атакой группы из восьми нападающих, и Джейсон с Зои, услышав тревогу, возвращаются на подмогу.

## В ролях
- Билли Блэнкс — Джейсон Сторм
- Бобби Филлипс — Зои Кинзелла
- Джалал Мерхи — Ники Пикассо
- Маттиас Хьюз — Бигалоу
- Боло Йен — Сумай

и др.